# 桜color
「桜color」（さくらカラー）は、GReeeeNの19枚目のシングル。2013年2月27日にNAYUTAWAVE RECORDSから発売された。

## 概要
- 2013年第一弾シングル。
- 初回限定版には、表題曲「桜color」のPVを収録したDVDが同梱されている。
- 「桜color」のPVに登場する桜並木は、東京都世田谷区の上北沢駅周辺のものである。
- 小西六写真工業（後のコニカ、現：コニカミノルタ）の商品『サクラカラー』（後のコニカカラー）とは無関係。
- サクラクレパスの商品ニューサクラカラーとも無関係。

## 収録曲
（全作詞･作曲：GReeeeN、編曲：JIN）
1. 桜color  [3:58]
  - AOKI『スーツのAOKI』CMソング
2. 陽の光 [4:18]
  - ヤマザキパン『ランチパック』CMソング

## 収録アルバム
- いいね!(´・ω・｀)☆（#1）
- C、Dですと!?（#1）
- ALL SINGLeeeeS 〜& New Beginning〜（#1）